# Dirk Adorf

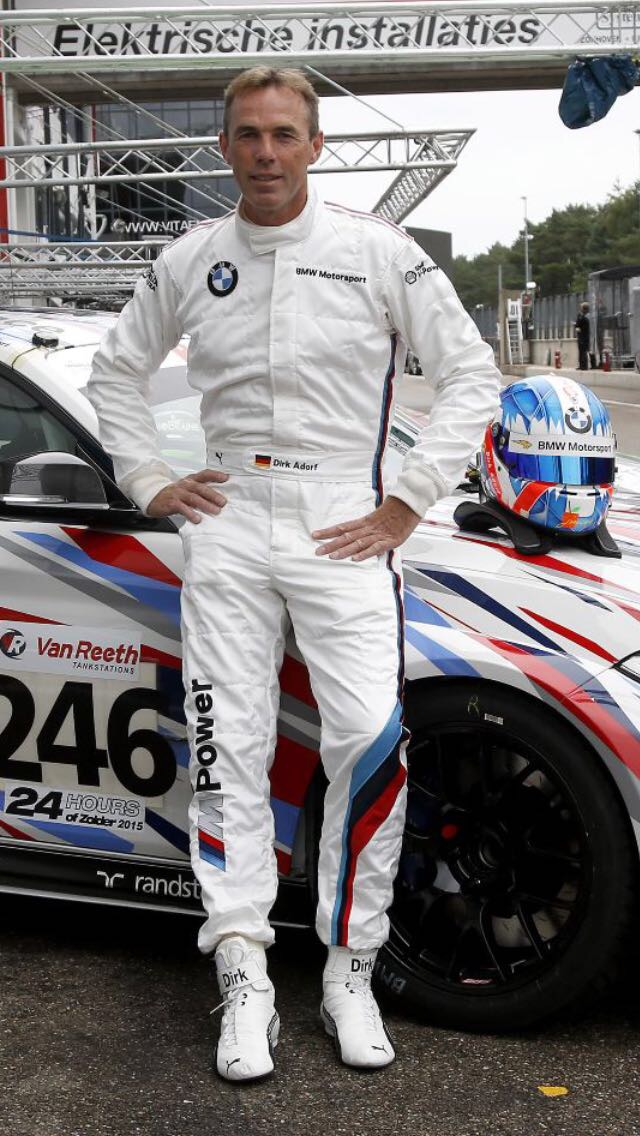
Dirk Adorf 2017

Dirk Adorf (* 10. Juli 1969 in Altenkirchen) ist ein deutscher Automobilrennfahrer.

## Karriere

### Rennfahrer
Adorf betreibt seit 1991 professionell Motorsport und ist vor allem im Tourenwagen- und GT-Sport aktiv. Bis 2001 wechselte er mehrmals zwischen der DTC (Deutsche Tourenwagen Challenge; heute: Procar-Serie) und der VLN Langstreckenmeisterschaft Nürburgring am Nürburgring. 2002 startete er ausschließlich in der V8STAR-Serie, einer deutschen Silhouetten-Tourenwagen-Meisterschaft. Im darauf folgenden Jahr kam noch die Langstreckenmeisterschaft hinzu, ebenfalls auf einem V8-Star-Fahrzeug.
Seit 2004 ist er meist in der Langstreckenmeisterschaft VLN bzw. NLS aktiv, 2008 auf einem Lamborghini Gallardo, der von Raeder Motorsport eingesetzt wurde. Im Jahr 2009 wurde in gleicher Konstellation ein ähnlich lackierter Ford GT eingesetzt. Seit 2010 ist Dirk Adorf Werksfahrer für BMW. Insgesamt kommt er auf bislang sieben Gesamtsiege – zuletzt 2014 auf einem BMW Z4 GT3 – in der VLN-Langstreckenmeisterschaft und 56 Klassensiege. Zudem wurde er Meister der VLN-Langstreckenmeisterschaft in den Jahren 1992, 1996 und 1997. 2004 und 2005 wurde er zum Nürburgring-Fahrer des Jahres gewählt.
Des Weiteren trat er insgesamt 32 mal (davon 28 mal beim 24-Stunden-Rennen auf dem Nürburgring, einmal in Spa, zweimal in Dubai und einmal in Bahrain) bei 24-Stunden-Rennen an. 2009 sicherte er sich die Poleposition auf einem Ford GT. 2017 nahm er an diesem Rennen mit einem BMW M4 GT4 teil und fuhr einen Klassensieg ein.
2007 beendete Dirk Adorf das 24-Stunden-Rennen am Nürburgring mit einem Porsche vom Team Land Motorsport auf Platz 3. Seit 2010 tritt er dort mit Werkswagen von BMW an. 2010 und 2011 auf einem BMW M3 nach GT2-Reglement, ab 2012 mit dem BMW Z4 GT3. Das 24-Stunden-Rennen in Spa (Belgien) konnte Adorf nach langer Führung im Jahr 2010 auf Platz 3 beenden. Da Adorf als Nürburgring-Nordschleifen-Experte gilt, war er dort 2022 Teilnehmer des BMW M Race of Legends.

### Mentor, Coach und Berater
Adorf ist seit 2011 Mentor und Coach für das BMW-Motorsport-Juniorteam (Juniorprogramm), welches 2017 das 40-jährige Jubiläum feierte, und ist ferner als Test- und Entwicklungsfahrer für BMW-Motorsport tätig (u. a. BMW 235i Racing Cup, BMW M4 GT4, BMW M4 GT3). Für die DTM moderiert er die BMW-Hospitality und fährt seit 2012 ebenfalls das BMW-Renntaxi (BMW M4 DTM). Adorf ist zudem in beratender Funktion für BMW-Motorsport tätig.

### TV-Experte und Kommentator
Seit 2007 ist Adorf bei den Übertragungen der WTCC Co-Kommentator auf Eurosport, wo er seit 2012 auch das 24-Stunden-Rennen von Le Mans kommentiert. Seit 2009 arbeitet er für VOX, wo er u. a. die Sendung Automobil moderierte. 2016 wechselte er zur RTL-Sendergruppe und kommentiert seither das 24-Stunden-Rennen auf dem Nürburgring für den TV-Sender Nitro. Erwähnenswert ist hierbei, dass Adorf an den Rennen teilnimmt und live aus dem Fahrzeug kommentiert. Seit 2021 kommentiert Adorf auch das ADAC GT Masters.

### Raceconsult und Steward
Adorf ist seit 2012 als Raceconsult und Steward für die DTM tätig, seit 2023 auch für die NLS bzw. VLN. Seit 2015 leitet er die vom Deutschen Motorsport-Bund ins Leben gerufene Fahrer AG und ist im Vorstand der ILN e. V. tätig. Zudem fungiert er als Beisitzer des DMSB-Sportgerichts.

## Privates
Außerhalb des Rennsports ist Adorf Unternehmer in Altenkirchen, wo er sowohl ein Toyota-, als auch (seit 2009) ein Ford-Autohaus betreibt. Er lebt in Michelbach, ist verheiratet und hat einen Sohn.